# Александре Абашелі
Алекса́ндре (Олекса́ндр) Віссаріо́нович Абаше́лі (справжнє ім'я — Іса́кі Віссаріо́нович Чочія (*15 (27) серпня 1884, село Сасочіо (Абашиспірі), Грузія — † 29 вересня 1954, Тбілісі) — грузинський радянський поет, прозаїк, перекладач.

## Життєпис
Навчався на історико-філософському факультеті Московського народного університету. 1906 року за участь у революційному русі Абашелі заслали у Вологодську губернію Росії.
1908 року Абашелі звільнили. Після цього він працював у редакціях газет «Кавказ» і «Новая речь» у Тбілісі. Там опублікував перші поезії російською мовою.
Друкувався з 1909 року. Перша збірка — «Усмішка сонця» (1909). В 1920—30-х роках Абашелі утверджується як поет-реаліст, оспівує радянську дійсність, братерство народів (збірка «Сонце й Вітчизна», 1939). Зразки пристрасної політичної лірики Абашелі створив у роки німецько-радянської війни (збірка «Героїчні дні», 1942) та після війни (збірка «Золоті сходи», 1951).
Окремі поезії присвятив Україні. Українською мовою опубліковано його вірші «Серце Леніна», «Кура», «Мій дід», «Україні», «Давидові Гурамішвілі» та інші (переклади Захара Гончарука, Любомира Дмитерка, Василя Мисика).
Разом із Григолом Абашидзе був співавтором слів гімну радянської Грузії (1944).
Абашелі — автор першого науково-фантастичного твору в грузинській літературі — роману "Жінка в дзеркалі (1932), присвяченого контактам землян із марсіанською цивілізацією.
Виступив редактором повного зібрання творів Важі Пшавели.

## Абашелі та Шевченко
Абашелі також переклав грузинською мовою вірші Тараса Шевченка «Доля» та «На Великдень, на соломі», що ввійшли згодом до грузинських видань творів Тараса Шевченка «Вірші та поеми» (Тбілісі, 1939 та 1952 років видання) та «Вибране» (Тбілісі, 1961). Виступав на різних творчих вечорах в Грузії з доповідями про творчий і життєвий шлях Тараса Шевченка.

## Твори
- Поезія Радянської Грузії: Антологія. — К., 1939.
- Слава Вітчизні народів-братів. — К., 1954.
- Избранное. — Москва, 1957. (рос.)